# SN 1983B
SN 1983B – supernowa odkryta 4 lutego 1983 roku w galaktyce A111030+5824. W momencie odkrycia miała maksymalną jasność 17,00m.